# مرد منزوی
مرد منزوی (به انگلیسی: Solitary Man) فیلمی محصول سال ۲۰۰۹ و به کارگردانی برایان کوپلمن و دیوید لوین است. در این فیلم بازیگرانی همچون مایکل داگلاس، جینا فیشر، جسی آیزنبرگ، مری-لوئیز پارکر، ایموجن پوتس، سوزان ساراندون، دنی دویتو، ریچارد شیف، داگلاس مک‌گراث، بروک آلتمن، جیلیان جیکوبز، اولیویا ترلبی، آرتور جی.ناسکارلا و لنی ونیتو ایفای نقش کرده‌اند.